# Cydrela schoemanae
Cydrela schoemanae là một loài nhện trong họ Zodariidae.
Loài này thuộc chi Cydrela. Cydrela schoemanae được Rudy Jocqué miêu tả năm 1991.